# إدموند أرنولد
إدموند أرنولد (بالإنجليزية: Edmund Arnold)‏ هو صحفي أمريكي، ولد في 25 يونيو 1913 في باي سيتي في الولايات المتحدة، وتوفي في 2 فبراير 2007.